# Мышкин
Мы́шкин — город (с 1777 года) в России, административный центр Мышкинского района Ярославской области. Является единственным населённым пунктом одноимённого городского поселения. Расположен на левом, высоком берегу Волги, напротив впадения реки Юхоть; пристань.

## Этимология
Впервые упоминается в XV веке как село Мышкино. Название, по мнению Е. М. Поспелова, связано с некалендарным личным именем Мышка (зафиксировано в Новгороде, 1545 г.). В 1777—1927 гг. — город Мышкин, позже село и рабочий посёлок Мышкино; с 1991 года — снова город Мышкин.
Существует также топонимическая легенда, согласно которой один князь (предположительно, Фёдор Михайлович Мстиславский) прилёг отдохнуть на берегу Волги и проснулся от того, что по его лицу проползла мышка. Вначале он рассердился, но потом увидел, что мышь спасла его от подползающей змеи.

## История
Люди селились в здешних краях ещё в каменном веке; на месте нынешнего Мышкина вплоть до разорительного монгольского нашествия находилось укреплённое поселение.
Вероятно, в XV веке тут уже существовало село: первое письменное упоминание о нём встречается в жалованной грамоте 1605 года, выданной боярину Даниле Ивановичу Мезецкому за «московское осадное сидение, за службу и кровь». Но уже к концу XVII века село приписывается к московскому Чудову монастырю.
Монастырское владение пошло Мышкину на пользу: село разрослось, появилось множество хозяйственных построек — амбаров, сараев, мельниц. Однако, в 1764 году, в связи с проведением секуляризационной реформы, село забрали в ведомство государственной экономии и преобразовали в слободу. Статус города она обрела в 1777 году, вместе с гербом в виде щита, «имеющего зелёное поле, на два разрезанное: в серебряном поле герб Ярославский, в другой части в червлёном поле мышка доказывает название сего города».
К XIX столетию Мышкин превратился в центр ярмарочной торговли. Сюда приезжали купцы из всех волжских городов, отсюда в Санкт-Петербург отправляли масло, яйца и хлеб. Здесь производили ткани, в том числе льняные. XIX век, а за ним и начало XX-го, стали временем расцвета Мышкина: в это время открывались школы и гимназии, при публичной библиотеке появилась типография. Культурная и образовательная жизнь Мышкина была весьма насыщенной: имелся педагогический техникум, действовали дворянский и спортивный клубы, естественно-исторический музей и картинная галерея, в драматическом театре ставились спектакли, издавалась местная газета и велись наблюдения за погодой на собственной метеостанции.

### Тимофей Васильевич Чистов — купец и голова
Отец Чистова — основатель самой знаменитой и богатейшей в городе купеческой династии — был угличским крестьянином. В какой-то момент он занялся торговлей хлебом и перебрался в Мышкин. Чистов-старший закупал зерно в низовых губерниях и отправлял его в Санкт-Петербург на собственных судах, производство которых наладил тут же. За свою деятельность Василий Чистов удостоился почётной награды — золотой медали «За полезное», права именоваться почётным гражданином Мышкина и передавать это звание по наследству своим потомкам.
Тимофей, продолжив отцовский бизнес, увеличил оставленный ему капитал почти в восемь раз. Семьи Чистовых приобрели несколько домов на главных улицах Мышкина, активно занялись благотворительностью: поставили церковь на кладбище (а рядом с ней — свой фамильный склеп), один из своих особняков передали городу для устройства в нём больницы. Сейчас в этом здании располагается библиотека, подаренная Мышкину другим славным его гражданином — Фёдором Опочининым.

### После революции
Город был частично подтоплен при строительстве Рыбинского водохранилища, потом в Мышкине — уже в статусе посёлка городского типа — построили трубопроводы, газокомпрессионную и нефтеперекачивающую станции.
В 1927 году город был преобразован в село Мышкино, с 1943 года — посёлок городского типа Мышкино. Изменения начались лишь после перестройки: в 1986 году посёлок включили в список исторических населённых мест РСФСР, в 1988 году было возвращено имя Мышкин, а в 1991 году — статус города. Огромную роль в этом сыграл мышкинский краевед Владимир Гречухин, которого поддержали многие известные люди, в том числе Дмитрий Лихачёв и Булат Окуджава.
С середины 1990-х годов Мышкин становится крупным туристическим центром. В городе создан комплекс музеев (Мышкинский народный музей), включающий Музей мыши — символа города. Построены гостиницы, осуществлена реконструкция исторических зданий. Мышкин посещает до 140 тысяч туристов ежегодно.

## Население
| 1856  | 1897  | 1913  | 1939  | 1959  | 1970  | 1979  | 1989  | 1992  | 1996  | 1998  |
| ----- | ----- | ----- | ----- | ----- | ----- | ----- | ----- | ----- | ----- | ----- |
| 2100  | ↗2200 | ↗2500 | ↗4146 | ↘3878 | ↗4103 | ↗4824 | ↗6340 | ↗6400 | ↗6600 | →6600 |
| 2001  | 2002  | 2003  | 2005  | 2006  | 2007  | 2008  | 2009  | 2010  | 2011  | 2012  |
| ↘6500 | ↘6076 | ↗6100 | ↘6000 | ↘5900 | ↘5839 | ↘5800 | ↘5790 | ↗5932 | ↗5933 | ↗5983 |
| 2013  | 2014  | 2015  | 2016  | 2017  | 2018  | 2019  | 2020  | 2021  |       |       |
| ↗5987 | ↘5946 | ↘5866 | ↘5775 | ↘5738 | ↘5647 | ↘5593 | ↘5488 | ↗5621 |       |       |

На 1 января 2025 года по численности населения город находился на 1059-м месте из 1124 городов Российской Федерации.
Национальный состав
По итогам переписи населения 2020 года проживали следующие национальности (национальности менее 0,1 % и другое, см. в сноске к строке «Другие»):
| Национальность | Численность, чел. | Доля     |
| -------------- | ----------------- | -------- |
| Русские        | 5322              | 94,68 %  |
| Азербайджанцы  | 81                | 1,44 %   |
| Украинцы       | 27                | 0,48 %   |
| Молдаване      | 13                | 0,23 %   |
| Татары         | 9                 | 0,16 %   |
| Ингуши         | 9                 | 0,16 %   |
| Белорусы       | 7                 | 0,12 %   |
| Узбеки         | 7                 | 0,12 %   |
| Чеченцы        | 6                 | 0,11 %   |
| Другие         | 140               | 2,50 %   |
| Итого          | 5621              | 100,00 % |

## Экология
Положительные экологические факторы: Мышкин расположен на левом, обрывистом берегу (до 10 м) реки Волги, что обеспечивает естественное проветривание и отсутствие застойных зон воздуха, вблизи лесных массивов — источника оздоровления воздушного бассейна и улучшения экологической обстановки. На севере города расположен хвойный лес, способный формировать устойчивую экологическую среду. В самом городе преобладает частный сектор, что обеспечивает высокий процент озеленения (сады) внутри поселения. Предприятия с вредными производствами отсутствуют.
Отрицательные экологические факторы: застойные заливы в устьях рек и ручьёв, впадающих в Волгу; автомобильная дорога Углич — Волга на западе города, характеризующаяся местными выбросами, химическим загрязнением почвы и шумами; паромная переправа с движением автотранспорта через территорию города; деревопереработка с наличием отходов древесины; АЗС с выбросами, загрязняющими территорию нефтепродуктами; компрессорная станция КС-18 «Мышкинского линейного управления магистральных газопроводов» ООО «Газпром трансгаз Ухта» на западе от поселения, частично загрязняющая воздушный бассейн; птицефабрика на западной границе города; отопительная котельная в центральной части поселения; хлорирование питьевой воды на станции водоподготовки; очистные сооружения в северной части города со сбросом очищенных стоков в Волгу на территории города; изношенность и предаварийное состояние инженерных коммуникаций.

## Экономика
На территории Мышкина практически нет промышленности. Недалеко от города находятся нефтеперекачивающая станция и 5 газокомпрессорных цехов Мышкинского линейно-производственного управления магистральных газопроводов (газокомпрессорная станция, принадлежащая ПАО «Газпром»), общая численность работников которых — около 800 человек.
В городе более 50 торговых точек и несколько предприятий общественного питания. Основным направлением в развитии Мышкина является туризм. Работа по привлечению туристов и созданию туристической инфраструктуры была начата в 1996 году с проведения Международного Фестиваля «Мышь-1996».

## Инженерная инфраструктура
Электроснабжение осуществляется от подстанции «Мышкин» 35/10кВ. По состоянию на 2008 год имеется 34 трансформаторные подстанции. Суммарная установленная мощность трансформаторов — 9,37 МВА, средняя загрузка трансформаторов в часы собственного максимума 80 %. Общая протяжённость городских распределительных сетей 10 кВ составляет 18,93 км. По конструктивному исполнению 0,73 км составляют кабельные линии и 18,2 км воздушные сети. Распределительная сеть 0,4 кВ.
Телефонизация осуществляется существующей АТС ёмкостью 1680 номеров; загрузка составляет 99,9 %; состояние сетей удовлетворительное. Радиофикация осуществляется от радиоузла, оборудованного усилителями; 1300 точек; 3 основные программы; состояние сетей неудовлетворительное. Осуществляется приём программ от ретранслятора «Волга» и имеется кабельное телевидение, позволяющее принимать до 30 программ.
Источником водоснабжения является водозабор из реки Волга выше по течению города на 3,5 км в деревне Коптюшка. 95 % населения обеспечено водой от городского водопровода, загрузка оборудования — 95 %. Протяжённость существующих магистралей водопровода — 5,2 км, общая протяжённость уличных сетей — 26,5 км. Сети водопровода находятся в неудовлетворительном состоянии. Ряд предприятий для собственных нужд используют воду артезианских скважин, расположенных на собственной территории. Жилая и общественная застройка присоединена к канализационной сети общей протяжённостью 10 км. На сети расположены три канализационные насосные станции, четвёртая, технологическая, на территории канализационных очистных сооружений. Жилая одноэтажная застройка (частный сектор) канализована частично. Очистка стоков биологическая. Выпуск очищенных стоков севернее поселения в Волгу ниже по течению, на 6 км от водозаборных сооружений поселения. Очистные сооружения перегружены. Дождевая канализация отсутствует. Частично организован сток дождевых и талых вод по кюветной системе.
Газоснабжение осуществляется природным газом по двухступенчатой схеме: высокого и низкого давления. На территории поселения установлены 13 газораспределительных пунктов.
Теплоснабжение жилого сектора и общественных зданий обеспечивается существующей котельной мощностью 12 Гкалл/час. Топливо — природный газ. Протяжённость магистральных тепловых сетей — 21,5 км. Состояние сетей удовлетворительное. Некоторые объекты обеспечиваются теплом от собственных котельных (топливо — природный газ) общей мощностью 8,6 Гкалл/час.

## Образование
В Мышкине действует четыре детских сада («Теремок», «Росинка», «Петушок», «Тополёк»), общеобразовательная школа, три учреждения дополнительного образования — Детская школа искусств, детско-юношеская спортивная школа и Дом детского творчества, а также учреждение среднего профессионального образования — Мышкинский политехнический колледж Ярославской области.

## Транспорт
Через Волгу ходит паром; время пути с правого до левого берега составляет около 10 минут. Возле правобережной конечной остановки парома (в нескольких сотнях метрах от деревни Коровино) находится автобусная конечная «Мышкин», с которой отправляются автобусы до Рыбинска (№ 159 и 536) и Ярославля-Главного (№ 512). По правому берегу Волги проходит межрегиональная трасса Р104 Сергиев Посад — Калязин — Углич — Мышкин — Рыбинск — Пошехонье — Череповец. От этой трассы после моста через Юхоть отходит дорога на Ярославль через Новое и Большое сёла. По левому берегу Волги через Мышкин проходит автодорога Углич — посёлок Волга.
Действует автобусный внутригородской маршрут. Работает одна машина малой вместимости. Перевозчик — ООО «Бриг».
Ближайшая железнодорожная станция находится в 21 км от города в посёлке Волга на линии Рыбинск — Сонково. Пристань на Волге.

## Достопримечательности
Объекты культурного наследия федерального значения:
- Присутственные места; конец XIX в.
- Дом Серебряковых; конец XIX в.
- Усадьба П. Е. Чистова; 1830—1850 гг.
- Усадьба Т. В. Чистова; 1830—1850 гг.
- Селище (памятник археологии); X—XII вв.

Объекты культурного наследия регионального значения:
- Храмовый комплекс Никольского собора; 1766—1837 гг.
- Земская уездная управа; 1840—1860 гг.
- Собор Успения Богородицы; 1805—1820 гг., спроектирован итальянским архитектором Джованни Манфрини. Построен на пожертвования горожан, причём больше всего отдал купец Замяткин[32].
- Дом Литвинова; 1850-е гг.
- Дом Пожаловых; 1850-е гг.

## Музеи
В Мышкине работает некоммерческое учреждение «Мышкинский народный музей», объединяющее восемь музеев. В их числе — единственный в мире Музей мыши, в котором собраны разнообразные изображения мышей: игрушки, посуда, скульптура и др. В августе 2008 года в городе во второй раз прошёл Международный Фестиваль «Мышь-2008», в ходе которого открыт Дворец мыши.
Помимо «Народного музея», в городе имеются краеведческий музей (за которым закрепились названия «Музей Николы» и «Куров-центр»), Музей льна и Музей валенка. Также работает школа прикладного искусства, при ней гончарная мастерская. Здесь можно самим изготовить любое гончарное изделие и его расписать.
В 1998 году основана АНО «Центр ремёсел „Мышгород“» с целью сохранения и развития народных промыслов и ремёсел, традиций народной национальной культуры и среды обитания, эстетического воспитания подрастающего поколения.

## СМИ
Ярославский филиал ФГУП «РТРС» обеспечивает на территории города приём первого и второго мультиплексов цифрового эфирного телевидения России (приём из посёлка Волга и города Углич, 21 и 57 ТВК).
Единственное СМИ района — газета «Волжские зори».
В 2000-х годах в Мышкине существовал радиоканал «Говорит Мышкин».

## Галерея
- Успенский собор
- Никольский собор
- Скорбященская церковь
- Музей мыши
- Дворец мыши («Мышкины палаты»)
- Краеведческий музей (Музей Николы, Куров-центр)
- Музей валенка
- Локомобиль в музее «Мышкинский Самоход»
- Деревянная застройка
- Тютчевский дом, ныне Академия краеведения
- Усадьба Чистовых
- Современная застройка
- Мемориал 60-летия Победы и Вечный огонь
- Городской парк